# شونه شمالی
شونه شمالی (به عربی: الشونة الشمالیة) یک منطقهٔ مسکونی در اردن است. شونه شمالی ۲۵٬۰۰۰ نفر جمعیت دارد.